# Keshār-e Soflá
Keshār-e Soflá (persiska: كشار پائين, Keshār-e Pā’īn, کشار سفلی) är en ort i Iran.   Den ligger i provinsen Teheran, i den norra delen av landet, 20 km nordväst om huvudstaden Teheran. Keshār-e Soflá ligger 1 622 meter över havet och antalet invånare är 183.
Terrängen runt Keshār-e Soflá är kuperad söderut, men norrut är den bergig. Runt Keshār-e Soflá är det mycket tätbefolkat, med 5 021 invånare per kvadratkilometer. Närmaste större samhälle är Garmdarreh, 16,9 km väster om Keshār-e Soflá. Trakten runt Keshār-e Soflá består i huvudsak av gräsmarker.